# Сан Марчелино-Аверза (Казерта)
Сан Марчелино-Аверза је насеље у Италији у округу Казерта, региону Кампанија.
Према процени из 2011. у насељу је живело 48 становника. Насеље се налази на надморској висини од 38 м.